# 浜田インターチェンジ

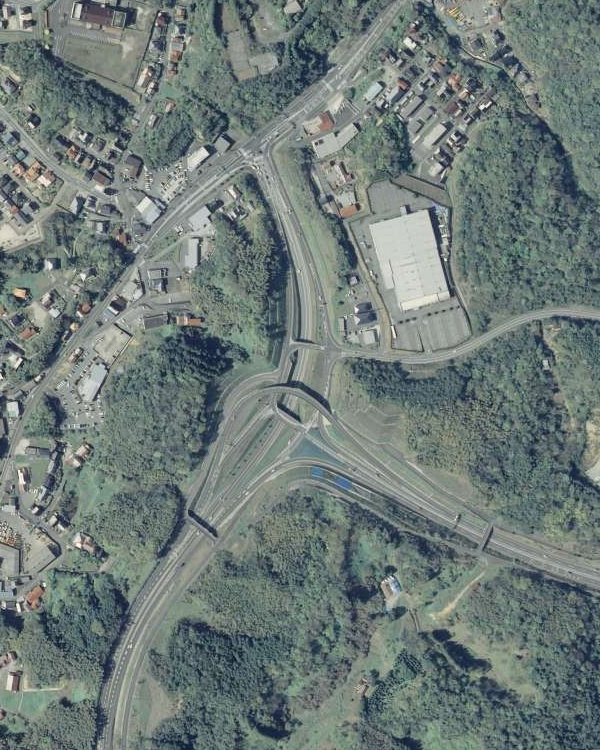

浜田インターチェンジ（はまだインターチェンジ）は、島根県浜田市にある浜田自動車道と山陰自動車道（浜田道路）のインターチェンジである。

## 歴史
- 1989年（平成元年）10月18日：浜田自動車道旭IC - 当IC間開通に伴い供用開始。

## 道路
- E74 浜田自動車道（4番）
- E9 山陰自動車道（4番）

## 接続する道路
- 国道9号
- 国道186号（国道9号と重複）

## 隣
E74 浜田自動車道
(3)旭IC/BS - (3-1)金城PA/BS/SIC - (3-2)浜田JCT - 浜田TB - (4)浜田IC
E9 山陰自動車道
(4)浜田IC - 相生IC